# Inundaciones en Maharashtra de 2021
Las inundaciones en Maharashtra de 2021 fueron una serie de inundaciones que afectaron al estado indio de Maharashtra. Al 28 de julio de 2021, alrededor de 250 personas han fallecido y más de 100 siguen desaparecidas debido a inundaciones y a deslizamientos de tierra. Trece distritos se han visto afectados en el oeste de Maharashtra.
La inundación fue parte de una serie de eventos climáticos extremos muy agrupados en julio de 2021, incluidas las inundaciones en Europa Central y en Henan (China), y es parte de un aumento en los eventos de lluvia durante la temporada de monzones de la India causados por el cambio climático.

## Antecedentes
A partir del 22 de julio de 2021, Maharashtra vio fuertes lluvias en muchos de sus distritos occidentales. El 23 de julio de 2021, NDTV informó que el estado registró la precipitación más alta en el mes de julio en 40 años.
Se cree que el cambio climático podría haber jugado un papel importante en las inundaciones. Los datos observados muestran un aumento de tres veces en los eventos de lluvias extremas generalizadas en toda la India, incluidas las regiones donde ocurrieron las inundaciones. Las condiciones meteorológicas locales mostraron la presencia de un sistema de baja presión en la bahía de Bengala, anclando los vientos del oeste monzónicos que soplan desde el mar de Arabia. Estos vientos del oeste trajeron una cantidad anómala de humedad del cálido mar Árabe, liberándolos como lluvias de intensas a extremas en Maharashtra durante una semana. En abril de 2021, el Instituto de Potsdam para la Investigación del Impacto Climático informó sobre que el cambio climático tiene un fuerte impacto en las estaciones del monzón en India.

## Repercusiones y operaciones de rescate
Las regiones más afectadas han sido los distritos de Raigad, Ratnagiri, Sindhudurg, Satara, Sangli y Kolhapur.  Debido a las fuertes lluvias, más de 1020 aldeas se han visto afectadas en estos distritos. Más de 375 000 personas han sido evacuadas, de las cuales alrededor de 206 000 son del distrito de Sangli y alrededor de 150 000 del de Kolhapur.  Ha habido más de 28 700 muertes de aves de corral y alrededor de otras 300 muertes de animales en los distritos de Kolhapur, Sangli, Satara y Sindhudurg.  Se calcula que unas las inundaciones dañaron unas 200 000 hectáreas de cultivos. 
Varias instalaciones de infraestructura se vieron afectadas y dañadas. Se han sumergido alrededor de 800 puentes, impidiendo las comunicaciones físicas con varios pueblos. El suministro de agua potable de alrededor de 700 aldeas se vio afectado y las lluvias también causaron daños a unos 14 700 transformadores eléctricos, lo que afectó a casi 950 000 consumidores. A partir del 28 de julio de 2021,  se restauró el suministro de energía a aproximadamente 650 000 consumidores mediante reparaciones de casi 9500 transformadores.
Se desplegaron alrededor de 34 equipos de la Fuerza Nacional de Respuesta a Desastres (NDRF) para misiones de rescate en varias regiones.  El Gobierno Central el 27 de julio de 2021 declaró la ayuda financiera de ₹ 700 millones de rupias (US $ 98 millones) a  ejes de acción del estado de Maharashtra. También en el Bharatiya Janata anunciaron que iban a donar un mes de su salario para el soporte de alivio.

## Galería

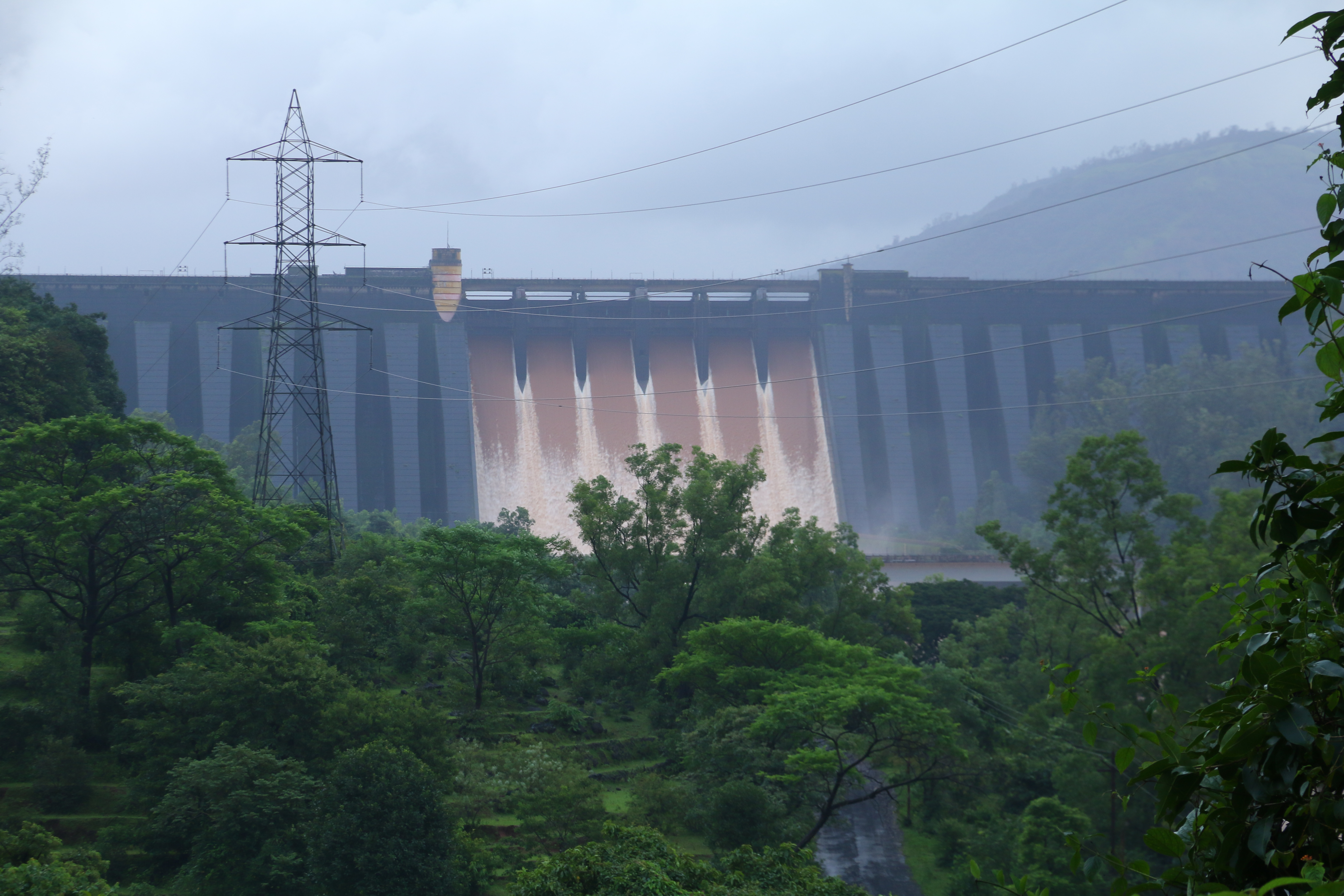
La presa de Koyna liberando agua.
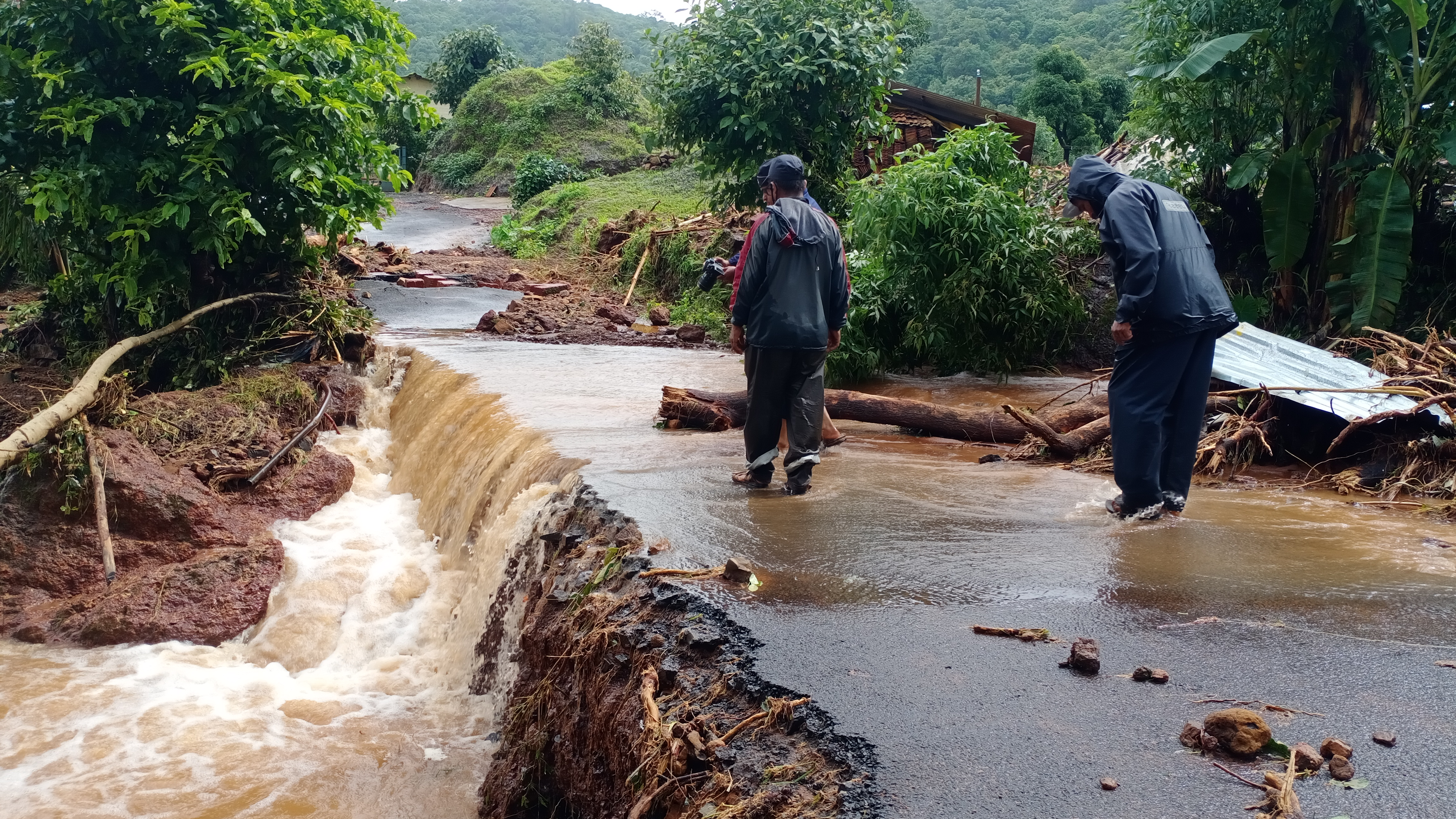
Carretera destruida por inundaciones cerca de Satara.
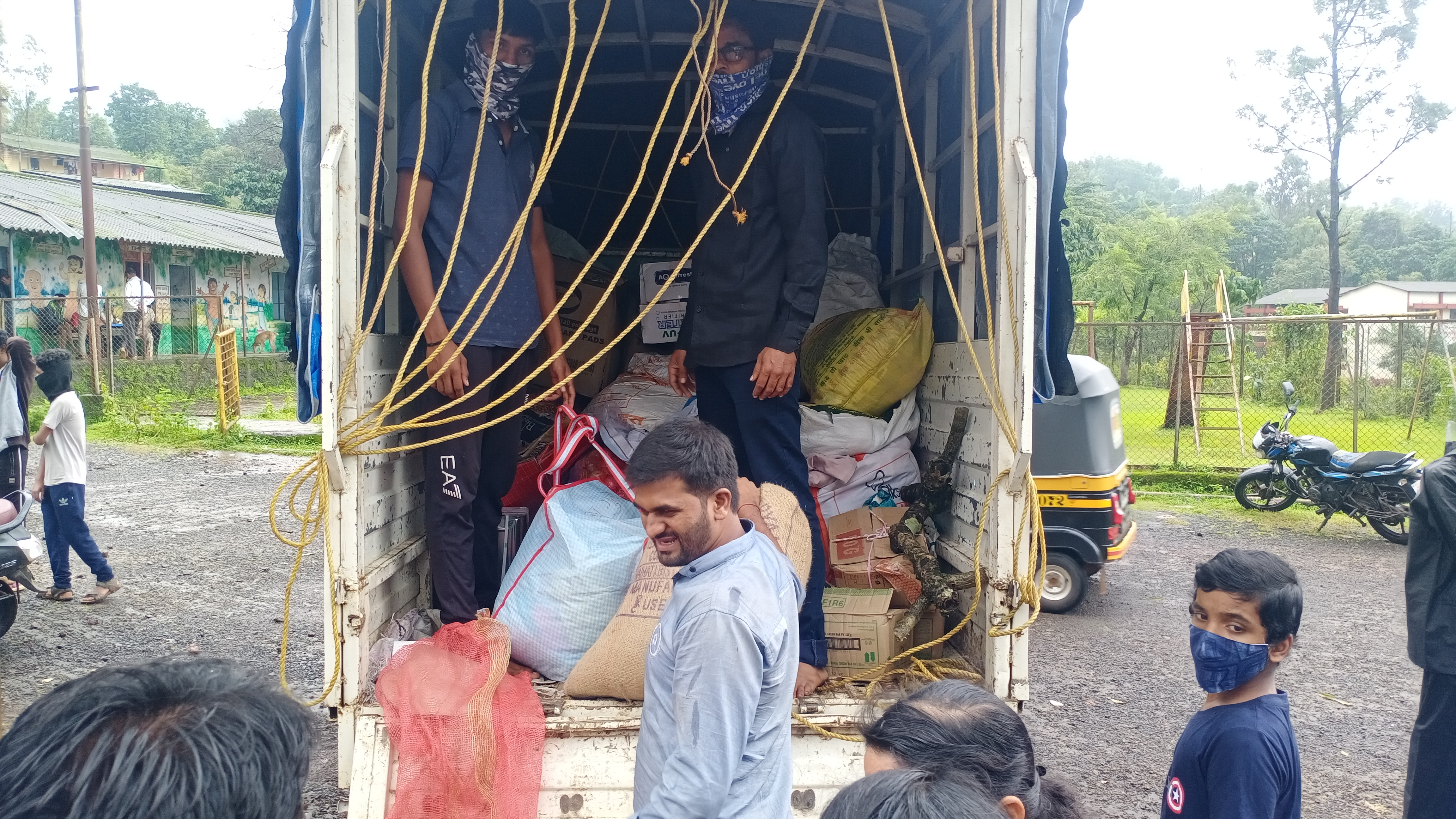
Distribución de artículos de primera necesidad.